# Domingo Ram (pintor)

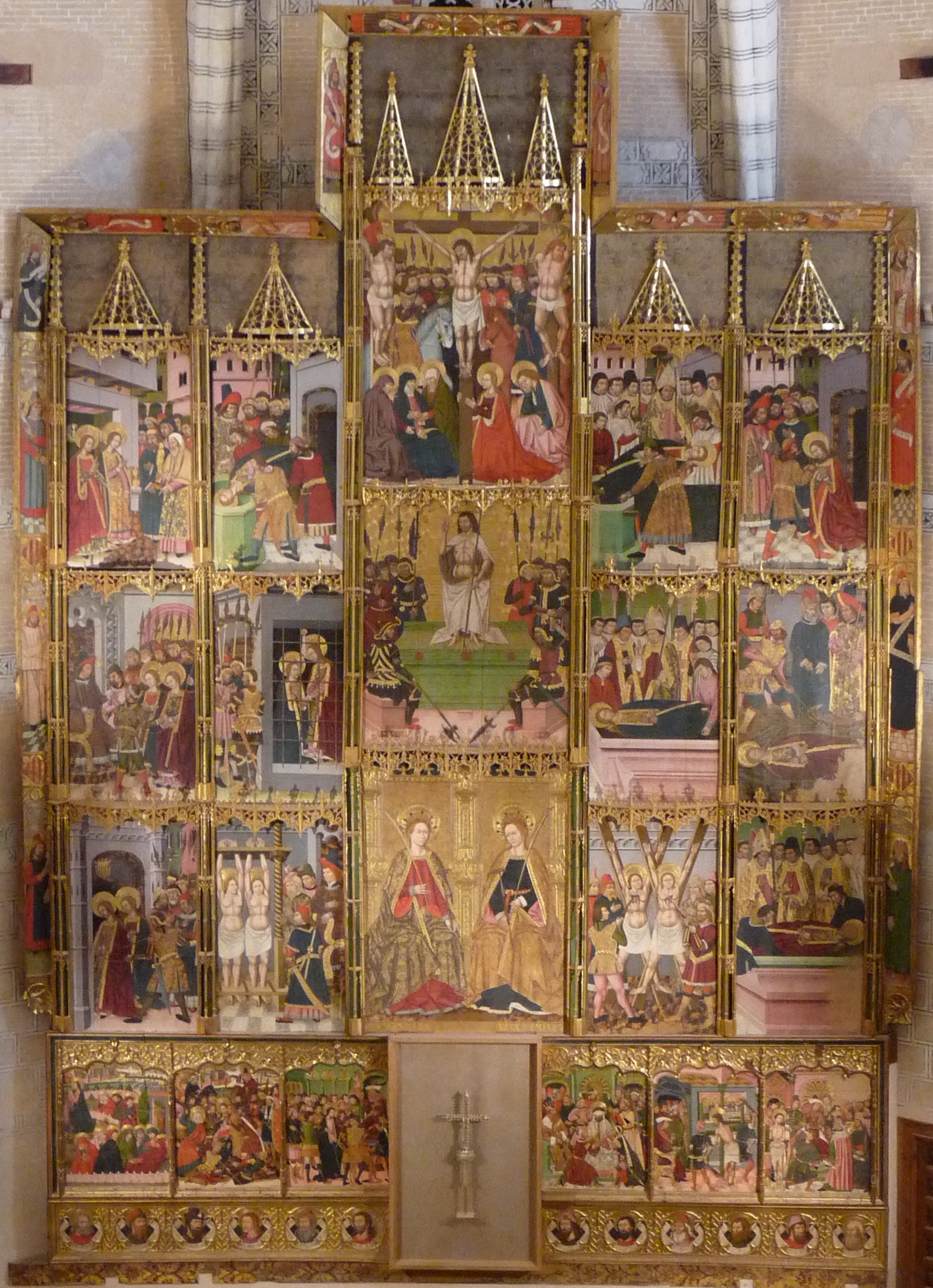
Retablo mayor de la iglesia de Santas Justa y Rufina de Maluenda, contratado en 1475 por Domingo Ram y Juan Rius

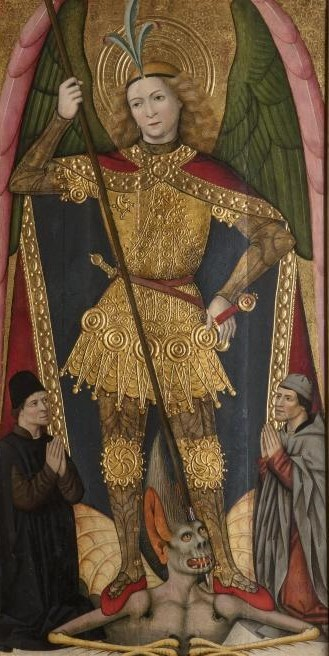
San Miguel arcángel con dos donantes, temple sobre tabla, 153 x 76 cm, Madrid, Museo Lázaro Galdiano

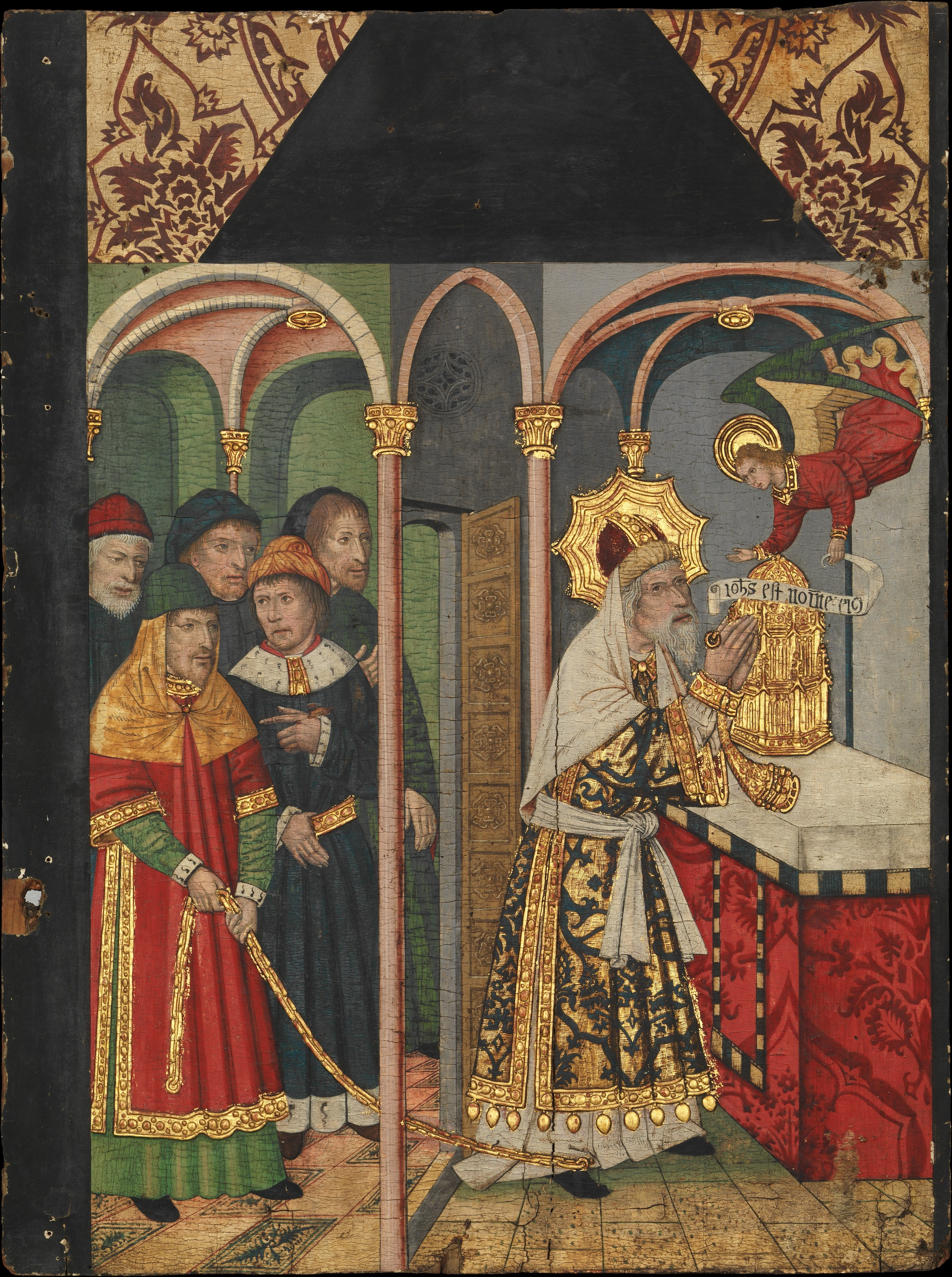
El ángel apareciéndose a Zacarías, temple y pan de oro sobre tabla, 95,3 x 69,2 cm. Nueva York, Metropolitan Museum of Art, The Cloisters Collection. Tabla de un retablo dedicado a san Juan Bautista.

Domingo Ram, pintor gótico español con actividad documentada en Maluenda y Calatayud con su comarca desde 1464 hasta 1507.
Domingo Ram es la figura más representativa de la pintura aragonesa a finales de la Edad Media en la comarca de Calatayud, eje de un grupo de artistas locales del que formaron parte, con sus hermanos Juan y Tomás y su hijo Juan, Juan Rius, documentado entre 1459 y 1476, Pedro de Aranda, Antón de Santorquat y Guillén Dolzina.
Bien documentado por Fabián Mañas, la primera noticia es de 1464, cuando firmó una concordia de paz con Pedro de Aranda y Antón de Santorquat. También con Aranda firmó en 1472 un acuerdo de colaboración para cinco años, convenio roto solo un año después. La primera obra documentada y conservada, el retablo de Santas Justa y Rufina para la iglesia de su misma advocación de Maluenda, lo contrató junto con Juan Rius el 26 de abril de 1475 por 5 000 sueldos jaqueses, estipulándose en las condiciones del contrato que habían de darlo por acabado en el plazo de dos años y que Ram debía residir en ese tiempo en la localidad. Las pinturas del retablo mayor de la iglesia dedicada a las patronas de Maluenda parece han de ser atribuidas, al menos en su parte principal, a Domingo Ram, pues Rius según se deduce de los documentos que a él se refieren era dorador más que pintor. Aunque el contrato pedía también que las tablas dedicadas a santa Justa se situasen en el lado derecho y las de santa Rufina en el izquierdo, la condición no se cumplió por la dificultad de separar las historias de una y otra y, de hecho, las dos santas sevillanas aparecen juntas en varias de las tablas. Localizado en el lugar para el que fue pintado, el retablo, todo de pintura y carpintería, calificado por Azcárate de «bello», consta de predela, cinco calles, tres cuerpos y guardapolvo. En la predela están representadas seis historias de la pasión de Cristo, desde la Oración en el huerto de los olivos al Ecce-Homo, sobre los bustos de los doce apóstoles con los versículos del credo atribuido a cada uno de ellos. La calle central, con pinturas más altas y anchas que las de las calles laterales, la ocupan las santas titulares entronizadas y con las palmas y garfios del martirio en el cuerpo bajo, la Resurrección de Jesús y el Calvario en el ático. Las restantes doce tablas de las calles laterales se dedican íntegramente a la leyenda de las dos santas, comenzando con la negativa a adorar a los ídolos paganos, escena localizada a las puertas de su tienda de alfarería, la prisión, el interrogatorio ante el prefecto Diogeniano y la sucesión de torturas, acabando con el entierro por separado de cada una de ellas en presencia del obispo Sabino tras recuperar sus cuerpos del pozo al que habían sido arrojados por sus verdugos. Por afinidad con estas se atribuyen también a Ram y Rius parte de las tablas del retablo mayor de la parroquial de Nuestra Señora del Rosario de Villarroya del Campo, retablo formado por piezas procedentes de tres retablos distintos, en el que corresponderían a Ram otras dos tablas dedicadas a santas Justa y Rufina con el Calvario del ático y parte de la predela.
En 1477 contrató con el carpintero Francisco Gomar el retablo mayor de la iglesia parroquial de Maluenda. De él parecen proceder la tabla con La Virgen, el Niño y las santas Engracia, Águeda, Lucía y Apolonia, de colección particular barcelonesa, y fragmentos del guardapolvo conservados en la misma iglesia. Otras noticias documentales informan de que en 1503 contrató con su hijo Juan la pintura de la caja del órgano de la iglesia de San Juan de Vallupié en Calatayud y que en 1507 trabajaba en la pintura de un retablo dedicado a santa Ana, perdiéndose luego las noticias.
El número de obras atribuidas a Domingo Ram o a su círculo es elevado. Cabe mencionar entre ellas el retablo de santa Bárbara de la parroquial de Alcañiz, donde se le documenta trabajando, la tabla con el arcángel san Miguel y donantes del Museo Lázaro Galdiano de Madrid, la Epifanía de la parroquial de Torralba de Ribota o el retablo de san Isidoro, san Ambrosio y san Nicolás, de la colegiata de Santa María de Calatayud, con otras muchas tablas y fragmentos de retablos en manos de particulares.
A Domingo Ram se atribuyen en el Metropolitan Museum de Nueva York las tablas de un retablo dedicado a san Juan Bautista. Consta de predela con seis santos y tres calles, la central más alta, con el titular entronizado en el primer cuerpo, la Visitación de María a su prima santa Isabel y el Calvario. En las calles laterales son seis historias de la vida del Bautista, de las que destaca la primera, con el ángel apareciéndose a Zacarías para anunciarle el nacimiento del precursor, al que ha de poner el nombre de Juan (Lucas 1, 5-25). Zacarías aparece como sumo sacerdote del Templo de Jerusalén. De su túnica cuelgan, como establece el libro del Éxodo 28, 34, granadas púrpura y campanillas doradas. Detalle singular es la cadena de oro sujeta a uno de sus tobillos. Antes de la destrucción de Templo, el sumo sacerdote era el único que podía entrar en el Sanctasantórum donde se guardaba el Arca de la Alianza y únicamente podía hacerlo el día del Yom Kipur, día sagrado del judaísmo. En su interior el sumo sacerdote estaba obligado a seguir estrictamente el ritual establecido y cualquier desviación podía costarle la vida, lo que, según la tradición, habría ocurrido en numerosas ocasiones. Para prevenir el problema creado por la presencia de un cadáver en el lugar más sagrado, el Zohar, fuente de la cábala, menciona el uso de la cadena para poder extraer el cuerpo sin profanar el lugar. El conocimiento de ese detalle, solo mencionado en el Zohar, un libro solo asequible a los judíos más cultos, revela un elevado conocimiento de las tradiciones judaicas por parte de Ram o de quien le asesorase en la pintura, lo que apunta a la existencia de algún grado de colaboración entre cristinos y judíos o judeoconversos en los talleres artísticos, sin descartar que el pintor mismo pudiera ser de origen hebreo.